# Gérard Favere
Gérard Favere (Avelgem, 26 juli 1903 – Kortrijk, 6 augustus 1975) was een Belgisch componist, dirigent en trompettist.

## Levensloop
Favere zette zijn eerste muzikale stappen in de schoot van de Koninklijke Harmonie De Verenigde Vrienden Avelgem, die toen onder leiding stond van dirigent Alfons Vergracht. Hij kreeg lessen aan de Stedelijke muziekschool Kortrijk en behaalde een prijs (uitmuntendheid) voor trompet in 1928 bij Florimond Vandorpe en een eerste prijs harmonieleer in 1932 bij Karel De Sutter. Later vervolmaakte hij zich aan het Koninklijk Conservatorium te Gent onder andere bij George D'Hoedt (harmonieleer), bij Léo Moeremans (contrapunt en fuga) en bij Jean Decadt (orkestratie). 
Van 1921 tot 1963 werkte hij als ambtenaar bij de Belgische spoorwegen, maar hij had zijn hart aan de muziek verpand. In 1930 vestigde hij zich te Kortrijk. Toen zijn leraar Florimond Vandorpe ziek werd, kreeg Favere de opdracht om hem te vervangen.
Tussen 1928 en 1974 dirigeerde hij verschillende harmonie- en fanfareorkesten, zoals de Koninklijke Harmonie Sint-Leonardszonen Bellegem aanvankelijk een fanfare die hij tot harmonie heeft omgevormd en tot kort voor zijn overlijden leidde. In 1956 werd hij dirigent van het amateursymfonieorkest "Eigen Kunst" Kortrijk, waar hij tot 1967 in de functie verbleef. In 1959 werd hij ook dirigent van de Koninklijke Harmonie Sint Cecilia Vrij en Blij Lauwe. De Harmonie van de brandweer te Avelgem heeft hij ook gedirigeerd. 
Hij werd bestuurslid van het Koninklijk Muziekverbond van België afdeling West-Vlaanderen, eerst als ondervoorzitter (1952-1970), daarna als voorzitter (1971-1974). 
Alhoewel hij geen veelschrijver was, kon Favere het componeren niet laten. Eerst schreef hij voor symfonieorkest, zoals Jubelklanken (later werd dit Leieklanken) uit 1953 gecreëerd door het omroeporkest van het Nationaal Instituut voor de Radio-omroep (NIR) onder leiding van Fritz Celis. Later herwerkte hij zijn eerste compositie voor harmonieorkest. Later zou hij uitsluitend nog voor harmonieorkest schrijven.
Op latere leeftijd studeerde hij nog aan het Instituut voor Psycho-akoestiek en Elektronische Muziek (IPEM) van de Rijkuniversiteit te Gent onder andere bij Louis De Meester en Lucien Goethals. 
Hij schreef talrijke gelegenheidsmarsen voor zijn korpsen. In 1958 werd hij laureaat van een marscompositie-wedstrijd uitgeschreven door de NMBS met zijn mars La Toussuire, benoemd naar een Frans Alpenstadje, waar hij elk jaar op skivakantie ging.

## Composities

### Werken voor orkest
- 1953 Jubelklanken
- 1974 Fantasia, voor trompet in Ut en orkest

### Werken voor harmonie- en fanfareorkest
- 1958 La Toussuire
- Brandweer Avelgem
- Eeuwfeestklanken
- Falon
- Indrukken uit Gletsch
- Leieklanken concertmarsch (identiek met Jubelklanken)
- Salzkammergut
- Temperamento di Bosi
- Tussen Furka en Grimsel

### Muziektheater
- Dossier Baeckelandt - libretto: Fred Germonprez
- Een seconde Eeuwigheid - libretto: Henri Vergote, pseudoniem van Jaak Stervelynck